# 西斯泰灵韦夫
西斯泰灵韦夫（荷蘭語：Weststellingwerf，發音：[ˈʋɛststɛlɪŋˌʋɛr(ə)f] ⓘ）是荷蘭弗里斯兰省的一个市镇，位於荷蘭北部。這裡是不使用西弗里斯語的弗里斯兰市镇之一。

## 外部連結
- 维基共享资源上的相關多媒體資源：西斯泰灵韦夫
- 官方网站 （页面存档备份，存于）
- 西斯泰灵韦夫新闻事件 （页面存档备份，存于）